# Nghĩa Thắng, Tư Nghĩa
Nghĩa Thắng là xã thuộc huyện Tư Nghĩa, tỉnh Quảng Ngãi, Việt Nam.

## Địa lý
Xã Nghĩa Thắng nằm ở phía tây huyện Tư Nghĩa, có vị trí địa lý:
- Phía đông giáp xã Nghĩa Kỳ và xã Nghĩa Thuận
- Phía tây giáp xã Nghĩa Lâm và xã Nghĩa Sơn
- Phía nam giáp huyện Nghĩa Hành
- Phía bắc giáp huyện Sơn Tịnh.

Xã Nghĩa Thắng có diện tích 39,15 km², dân số năm 2019 là 9.541 người, mật độ dân số đạt 244 người/km². Tỉnh lộ 625 chạy qua địa bàn xã Nghĩa Thắng.

## Lịch sử
Xã Nghĩa Thắng được thành lập năm 1946 trên cơ sở một số thôn xã của phủ Tư Nghĩa cũ, là một trong 12 xã thuộc huyện Tư Nghĩa.
Trong thời gian Việt Nam Cộng hòa quản lý, vào năm 1958, xã Nghĩa Thắng được đổi tên thành xã Tư Mỹ, thuộc quận Tư Nghĩa, tỉnh Quảng Ngãi. Các thôn thuộc xã Tư Mỹ được đổi gọi là ấp. Trong khi đó, chính quyền cách mạng vẫn giữ cách gọi cũ.
Cuối năm 1975, huyện Tư Nghĩa và thị xã Quảng Ngãi hợp nhất thành thị xã Quảng Nghĩa thuộc tỉnh Nghĩa Bình, xã Nghĩa Thắng thuộc thị xã Quảng Nghĩa.
Năm 1981, xã Nghĩa Thắng thuộc huyện Tư Nghĩa vừa tái lập.
Năm 1991, một phần diện tích và dân số của xã Nghĩa Thắng được tách ra để thành lập các xã Nghĩa Thuận và Nghĩa Thọ.
Trước khi sáp nhập, xã Nghĩa Thắng có diện tích 21,61 km², dân số là 8.265 người, mật độ dân số đạt 382 người/km², có 8 thôn: An Tây, An Cư, An Lạc, An Nhơn, An Tráng, An Hòa Bắc, An Hòa Nam, An Tân. Xã Nghĩa Thọ có diện tích 17,54 km², dân số là 1.276 người, mật độ dân số đạt 73 người/km².
Ngày 10 tháng 1 năm 2020, Ủy ban Thường vụ Quốc hội ban hành Nghị quyết số 867/NQ-UBTVQH14 về việc sắp xếp các đơn vị hành chính cấp huyện, cấp xã thuộc tỉnh Quảng Ngãi (nghị quyết có hiệu lực từ ngày 1 tháng 2 năm 2020). Theo đó, sáp nhập toàn bộ diện tích và dân số của xã Nghĩa Thọ vào xã Nghĩa Thắng.